# Reese (Míchigan)
Reese es una villa ubicada en el condado de Tuscola en el estado estadounidense de Míchigan. En el Censo de 2010 tenía una población de 1454 habitantes y una densidad poblacional de 416,77 personas por km².

## Geografía
Reese se encuentra ubicada en las coordenadas 43°27′10″N 83°41′22″O / 43.45278, -83.68944. Según la Oficina del Censo de los Estados Unidos, Reese tiene una superficie total de 3.49 km², de la cual 3.49 km² corresponden a tierra firme y (0%) 0 km² es agua.

## Demografía
Según el censo de 2010, había 1454 personas residiendo en Reese. La densidad de población era de 416,77 hab./km². De los 1454 habitantes, Reese estaba compuesto por el 97.18% blancos, el 0.69% eran afroamericanos, el 0.21% eran amerindios, el 0.69% eran asiáticos, el 0% eran isleños del Pacífico, el 0.83% eran de otras razas y el 0.41% pertenecían a dos o más razas. Del total de la población el 4.26% eran hispanos o latinos de cualquier raza.